# Conopsis nasus
Conopsis nasus — вид змій родини полозових (Colubridae). Ендемік Мексики.

## Підвиди
Виділяють два підвиди:
- Conopsis nasus nasus Günther, 1858;
- Conopsis nasus labialis Tanner, 1961.

## Поширення і екологія
Conopsis nasus широко поширені на Мексиканському нагір'ї, від Чіуауа до Герреро і Оахаки. Вони живуть в різноманітних природних середовищах, від сухих чагарникових заростей і сухих луків до широколистяних тропічних лісів і сосново-дубових лісів, під камінням і поваленими деревами та в норах в ґрунті. Зустрічаються на висоті від 1900 до 2700 м над рівнем моря. Живляться комахами ідрібними хребетними, зокрема жабами і зміями. Є живородними. 